# St. Leonhard (Nürnberg)
St. Leonhard wurde als Gemeindeteil von Sündersbühl am 1. Januar 1898 in die Stadt Nürnberg eingegliedert und gab dem Statistischen Bezirk 20 im Weiteren Innenstadtgürtel West seinen Namen.

## Lage
Der Stadtteil liegt südwestlich der Nürnberger Altstadt. Er wird ungefähr durch den Frankenschnellweg im Nordosten, die Schwabacher Straße und Geisseestraße bzw. die parallel dazu verlaufende S-Bahn-Linie im Südosten, die Gustav-Adolf-Straße im Westen und die Wallensteinstraße und Rothenburger Straße im Nordwesten begrenzt. Nachbarstadtteile sind Gostenhof, Steinbühl und Sandreuth, Schweinau im Süden sowie Großreuth bei Schweinau und Sündersbühl.
Der nördliche Teil des statistischen Bezirks 20 liegt in der Gemarkung 3470 Sündersbühl, der südliche Teile in der Gemarkung 3468 Schweinau.

## Geschichte
Der Ursprung des Viertels liegt im 14. Jahrhundert, als dort ein Siechkobel ein gutes Stück außerhalb der Stadtmauern angelegt wurde, ein Ort, an dem Kranke und Aussätzige leben mussten. Zur Vermeidung von Ansteckung trennte die Reichsstadt Nürnberg auf diese Weise strikt die kranke von der gesunden Bevölkerung; weitere im gleichen Zeitraum entstandene Siechkobel befanden sich in den heutigen Stadtteilen St. Johannis, St. Peter und St. Jobst. Die vier mittelalterlichen Nürnberger Siechkobel waren Einrichtungen, in denen Kranke und Aussätzige betreut wurden, die im mittelalterlichen Nürnberg nach den Kreuzzügen zahlreich waren. Heute würde man sie als Sterbehospize bezeichnen.
Der Leonharder Siechkobel war mit der Kirche St. Leonhard zusammengebaut und stand im Bereich des heutigen Kirchenschiffes. Die dazugehörigen Wirtschaftsgebäude waren auf dem Areal des heutigen Gemeindehauses errichtet. Der Siechkobel hier war wie das Pendant in St. Johannis nur für die weiblichen Kranken zuständig.
Gegen Ende des 18. Jahrhunderts bestand St. Leonhard aus 7 Anwesen. Das Hochgericht übte die Reichsstadt Nürnberg aus, was vom brandenburg-ansbachischen Oberamt Cadolzburg und vom Oberamt Schwabach bestritten wurde. Grundherren waren die Deutschordenskommende Nürnberg (1 Halbhof), die Siechkobelstiftung St. Leonhard der Reichsstadt Nürnberg (1 Siechkobel mit Schankrecht, 1 Schulhaus) und die Nürnberger Eigenherren von Grundherr (2 Häuser), von Haller (1 Gut) und von Scheurl (1 Haus).
Von 1797 bis 1808 wurde St. Leonhard vom (preußischen) Justiz- und Kammeramt Gostenhof verwaltet. 1806 kam St. Leonhard an das Königreich Bayern. Im Rahmen des Gemeindeedikts wurde St. Leonhard dem 1808 gebildeten Steuerdistrikt Sündersbühl und der im selben Jahr gegründeten Ruralgemeinde Sündersbühl zugeordnet. In der freiwilligen Gerichtsbarkeit unterstand 1 Anwesen von 1822 bis 1848 dem Patrimonialgericht Fischbach und 9 Anwesen bis 1823 dem Patrimonialgericht Großgründlach. 1898 wurde St. Leonhard nach Nürnberg eingemeindet.
Im Zuge der Industrialisierung wuchs St. Leonhard stark an. Im benachbarten Schweinau entstanden zahlreiche Fabriken und in St. Leonhard die dafür erforderlichen Arbeiterunterkünfte. Durch die Nähe zu den Arbeitsplätzen wurde St. Leonhard zu einem beliebten Wohnviertel. Weil es aber hier wie auch in Schweinau manche nicht beliebte Anlagen gab, z. B. zur Fäkalienentsorgung, hatte die Gegend nicht den besten Ruf.
Als „kleiner Stadtteil im Stadtteil“ ist seit den 2000er Jahren auf dem Gelände des ehemaligen Schlacht- und Viehhofs der Leonhardspark entstanden („nah an der Stadt und doch im Grünen“), ein neu gestaltetes Areal mit Wohnungen für Senioren, Studenten und Auszubildende, mit Eigenheimen und Sozialbauten und mit Wasserbecken, Grünflächen und einem Platz für Feste und Märkte.

### Baudenkmäler
- Katholische Pfarrkirche St. Bonifatius
- Evangelisch-lutherische Pfarrkirche St. Leonhard
- Ehemaliges Betriebsgebäude des Schlacht- und Viehhofes Nürnberg
- Ehemalige Volksschule
- Mietshäuser

### Einwohnerentwicklung
| Jahr      | 001818 | 001824 | 001840 | 001861 | 001871 | 001885 |
| Einwohner | 80     | 117    | 117    | *      | 234    | 1153   |
| Häuser    | 9      | 10     | 9      |        |        | 78     |
| Quelle    | [ 12 ] | [ 10 ] | [ 13 ] | [ 14 ] | [ 15 ] | [ 16 ] |

## Religion
Der Ort ist seit der Reformation evangelisch-lutherisch geprägt und nach St. Leonhard gepfarrt. Die Einwohner römisch-katholischer Konfession sind nach St. Bonifaz gepfarrt.

## Kirche St. Leonhard

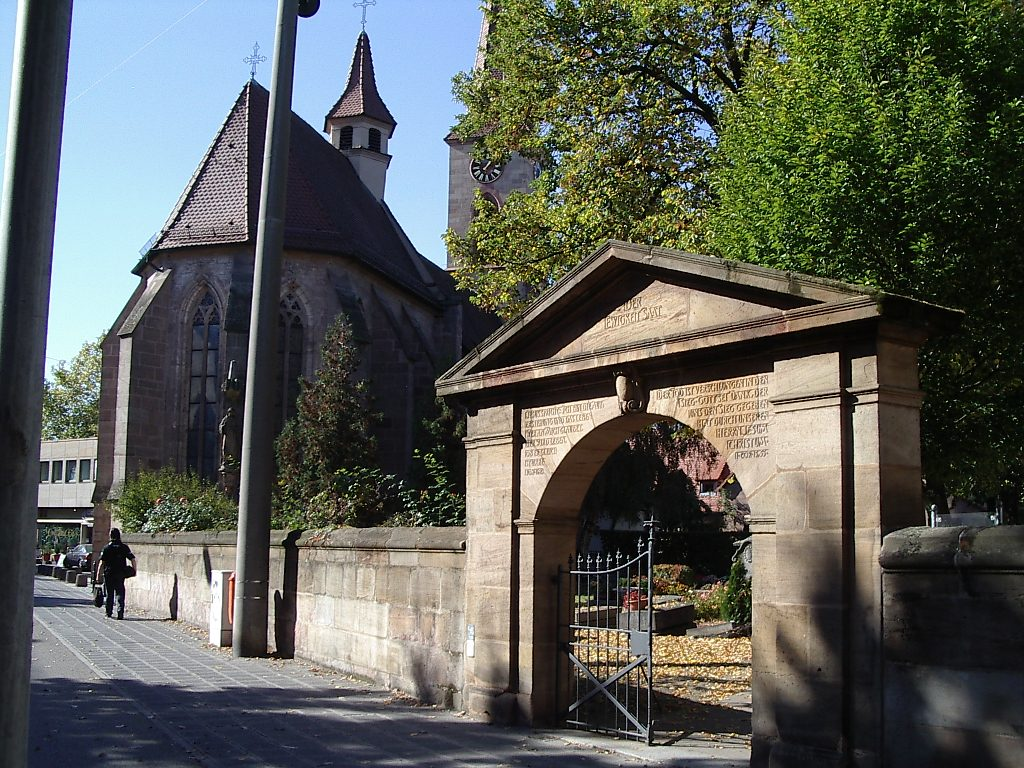
Kirche und Kirchhof St. Leonhard aus Richtung Nordost (16. Oktober 2005)

Die Kirche St. Leonhard wurde am 25. Januar 1317 mit Erlaubnis von Bischof Wulfing von Stubenberg, Fürstbischof zu Bamberg (1304–1318), durch den Zisterziensermönch und wandernden Titularbischof Dytmarus von Gabulon geweiht. Die am Anfang kleine Kapelle hatte zunächst viele Patrone (Maria, Katharina, Margareta, Erasmus und schließlich Leonhard), bis sich zuletzt Leonhard als Namenspatron durchsetzte. Gestiftet wurde die Kirche vom Hilfsgeistlichen an St. Lorenz, Herrmann Schürstab, der aus dem Patriziergeschlecht der Schürstab stammte. Um die Finanzierung des Gottesdienstbetriebes sicherzustellen, gründete der Rektor des Lorenzer Pfarrkollegiums, Pfarrer Walther, am 18. Februar 1362 die notwendige Pfründestiftung. Das geschah mit Genehmigung des Bischofs Leupold von Bamberg. Unmittelbar nach dem Tod von Pfarrer Walther protestierte der Nürnberger Rat aus Angst, den Siechkobel an das Hochstift Bamberg zu verlieren. Erzbischof Leupold musste daraufhin 1363 – kurz vor seinem Tod – die Genehmigung zurückziehen. St. Leonhard blieb so an St. Lorenz gebunden. Am 18. August 1446, also fast 100 Jahre später, wurde von Pfarrer Knörr erneut eine Pfründestiftung beantragt, nun beim Rat der Stadt Nürnberg. Diese wurde am 10. Oktober 1465 genehmigt und am 25. Oktober 1483 mit dem Tod der Stifterin Dorothea Mörlin beurkundet. In dieser Urkunde wird erstmals ein Pfarrhaus neben der Kirche erwähnt. Die Gemeindestelle war weiterhin ein Vikariat von St. Lorenz.

## Persönlichkeiten
- Karl Hartmann (* 1869 in St. Leonhard; † 1971 in Bayreuth), Lehrer und Historiker

## Galerie

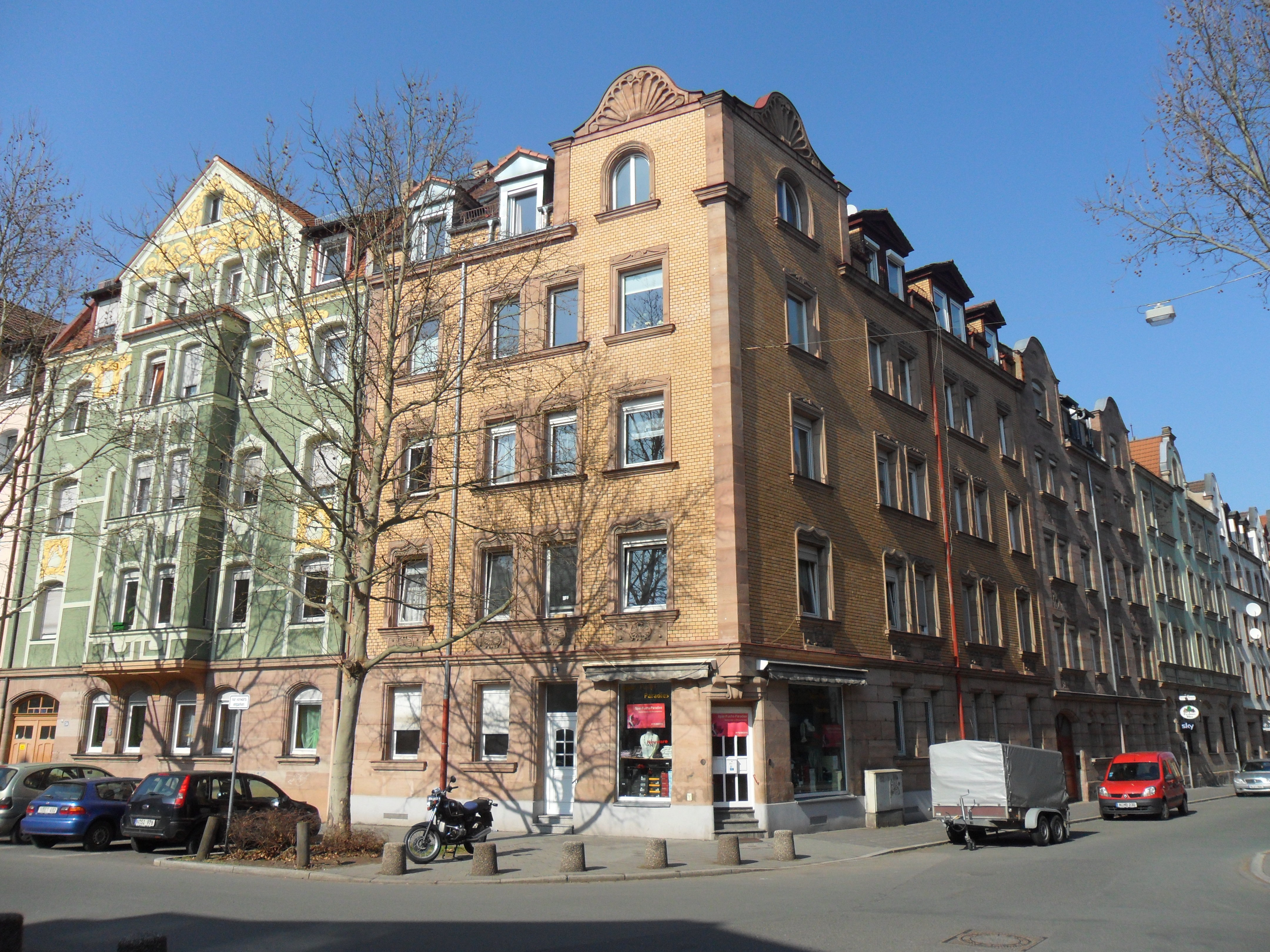
Mietshäuser an der Ecke Orffstraße/Kreutzerstraße
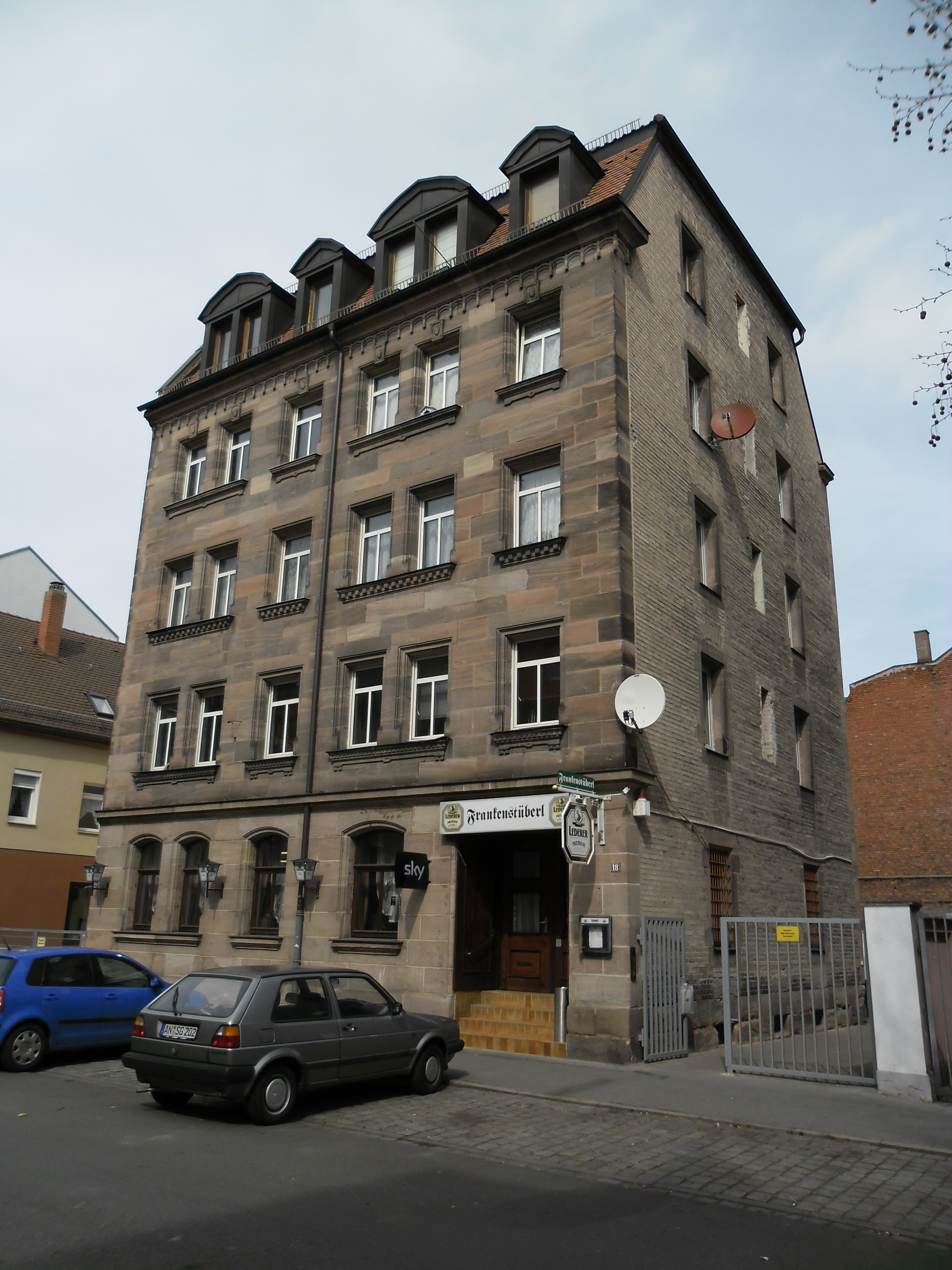
Das „Frankenstüberl“ in der Leopoldstraße 18
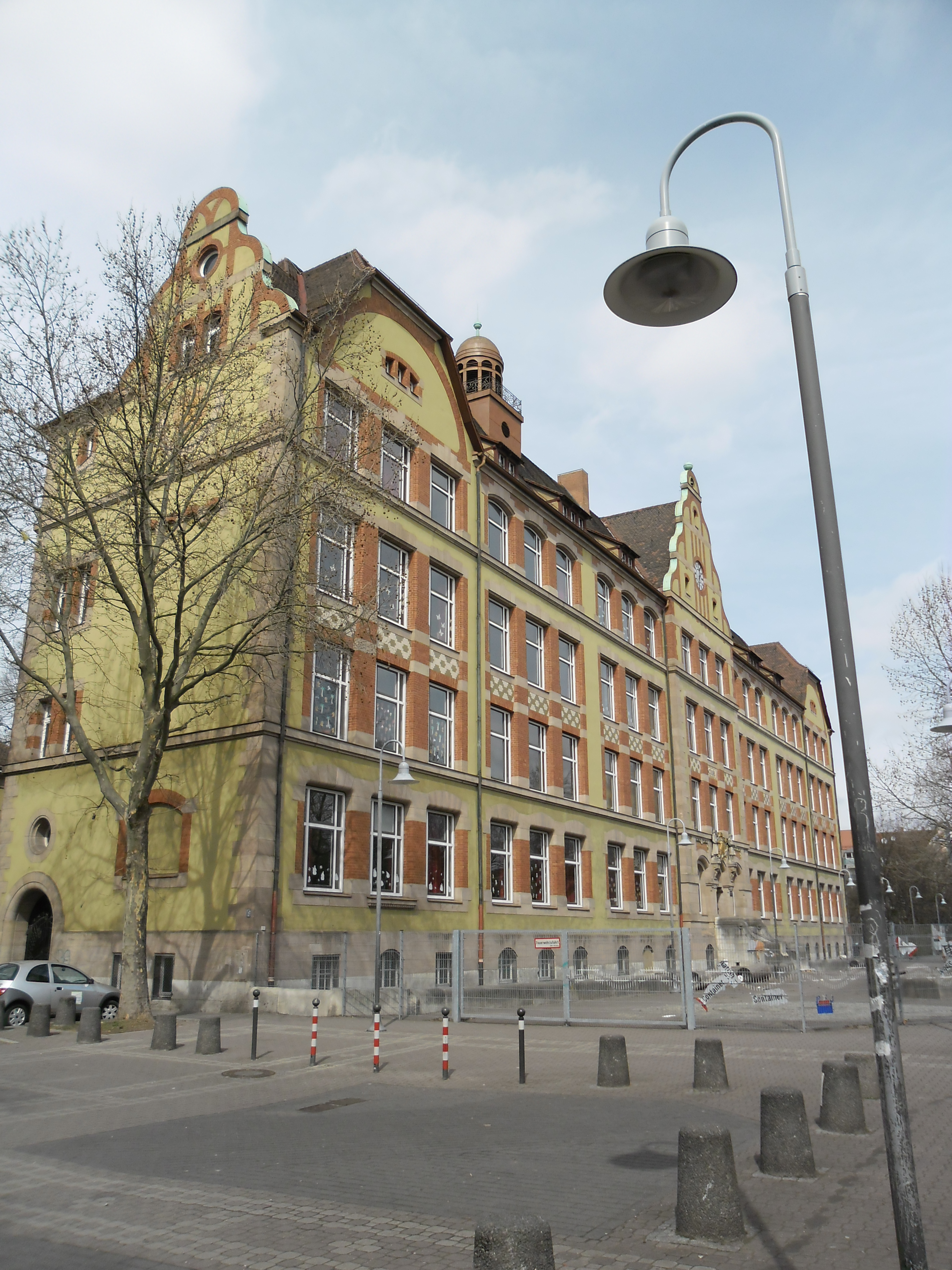
Die Mittelschule St. Leonhard im Norden des Stadtteiles
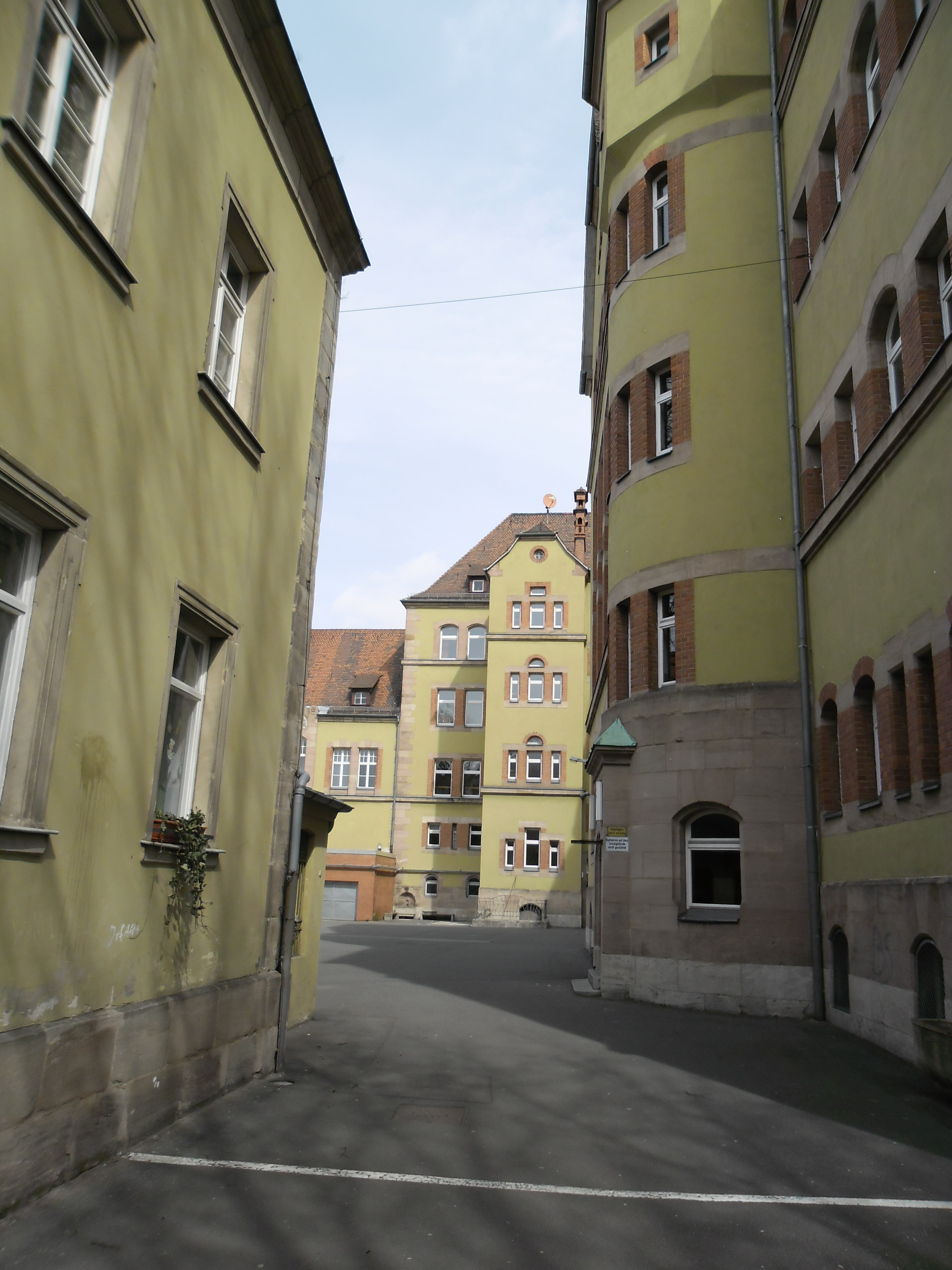
Blick in den Schulhof der St.-Leonhard-Schule
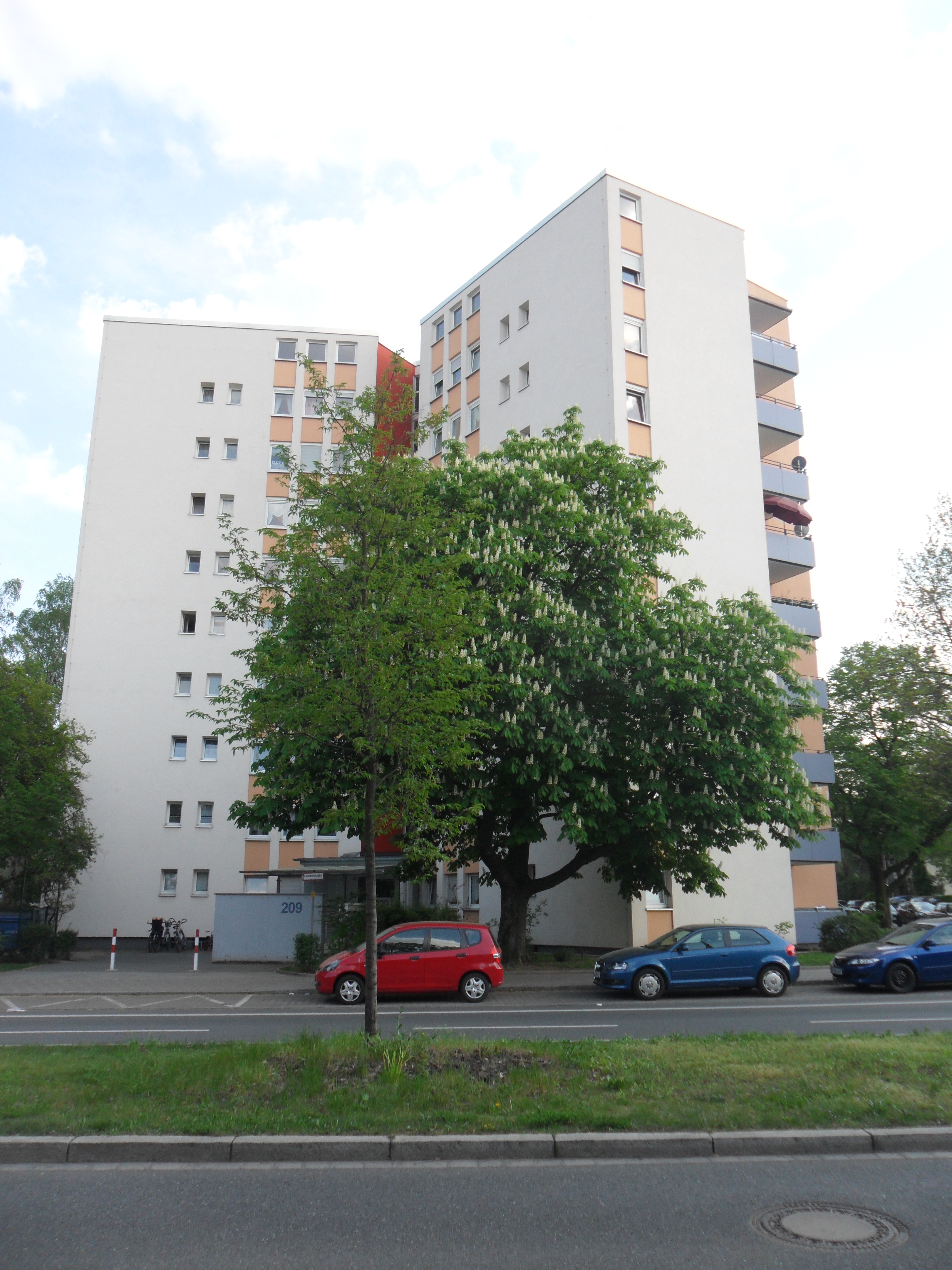
Wohnhochhaus an der Rothenburger Straße 209
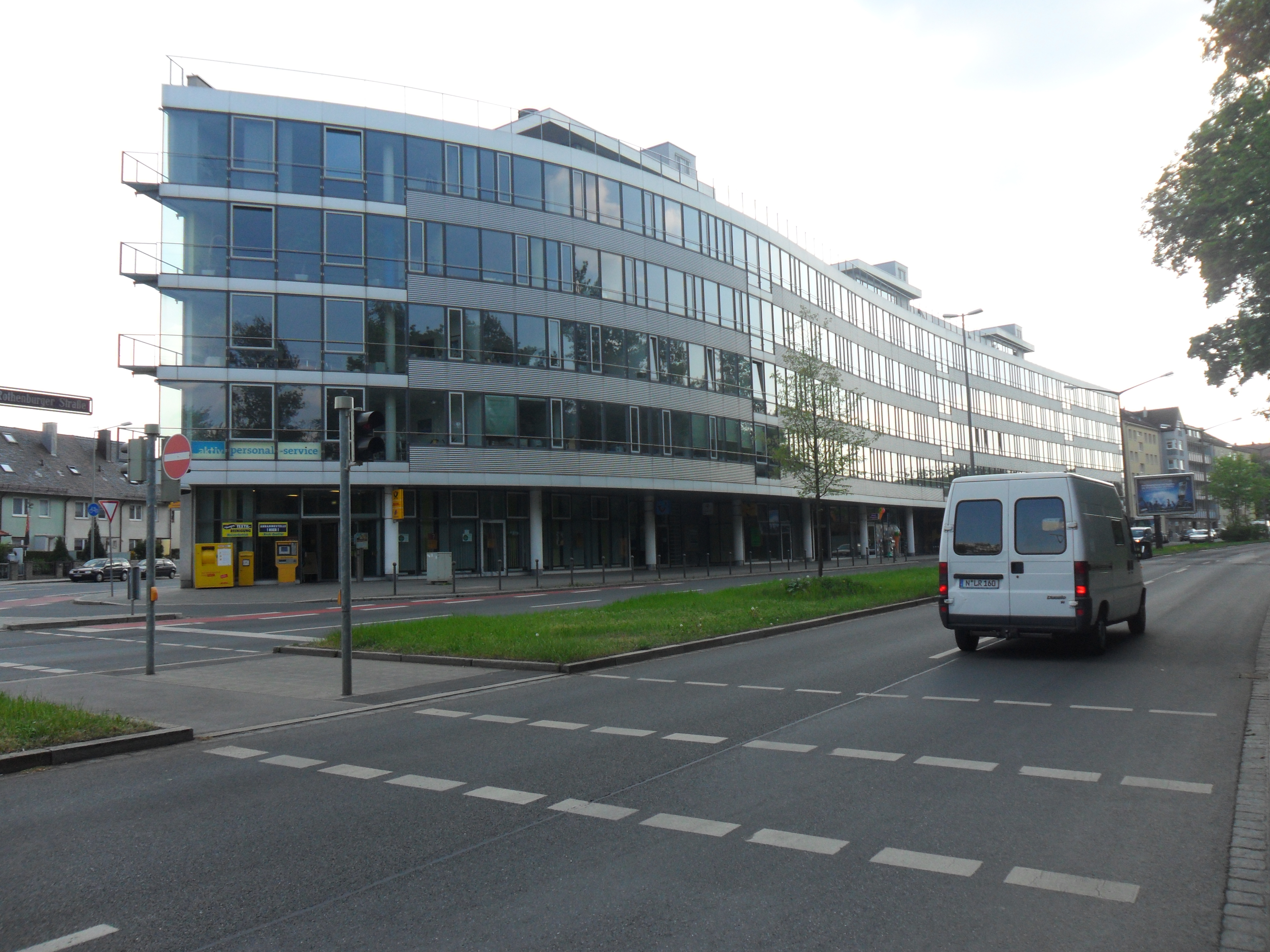
Die Wallenstein-Klinik, Rothenburger Str. 243
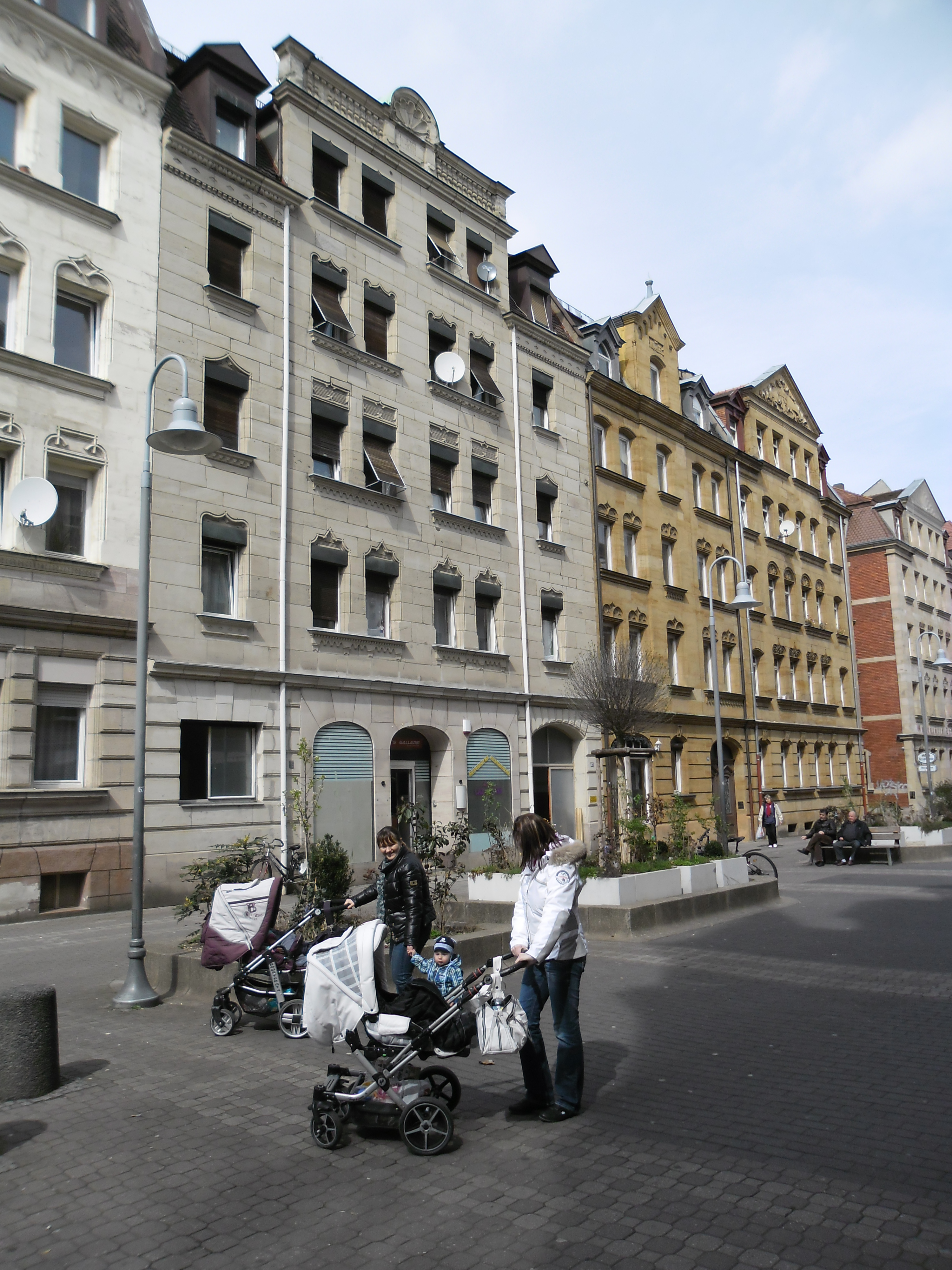
Mietshäuser mit den Adressen Schweinauer Straße 36–40
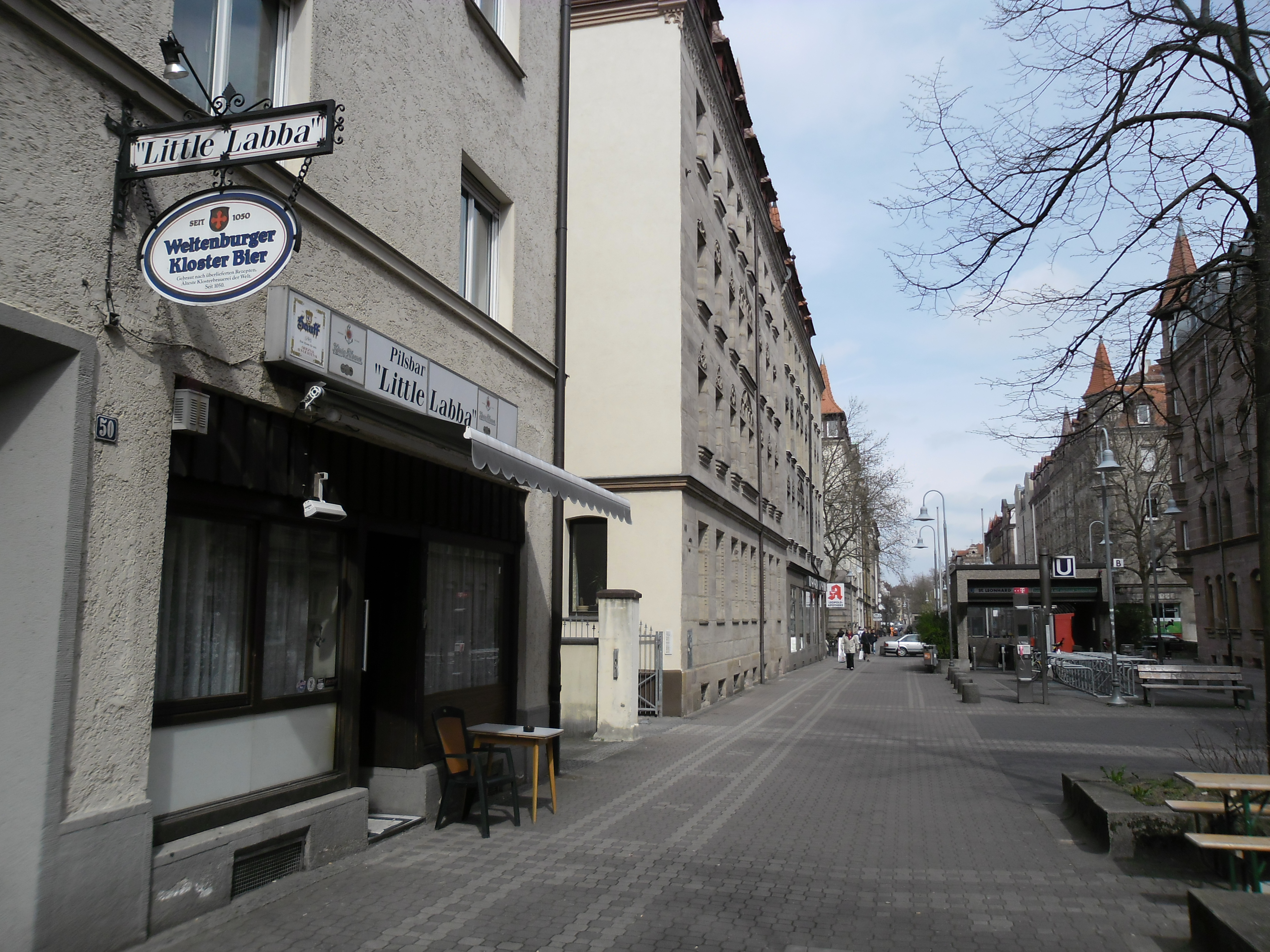
Das „Little Labba“ in der Schweinauer Straße 50
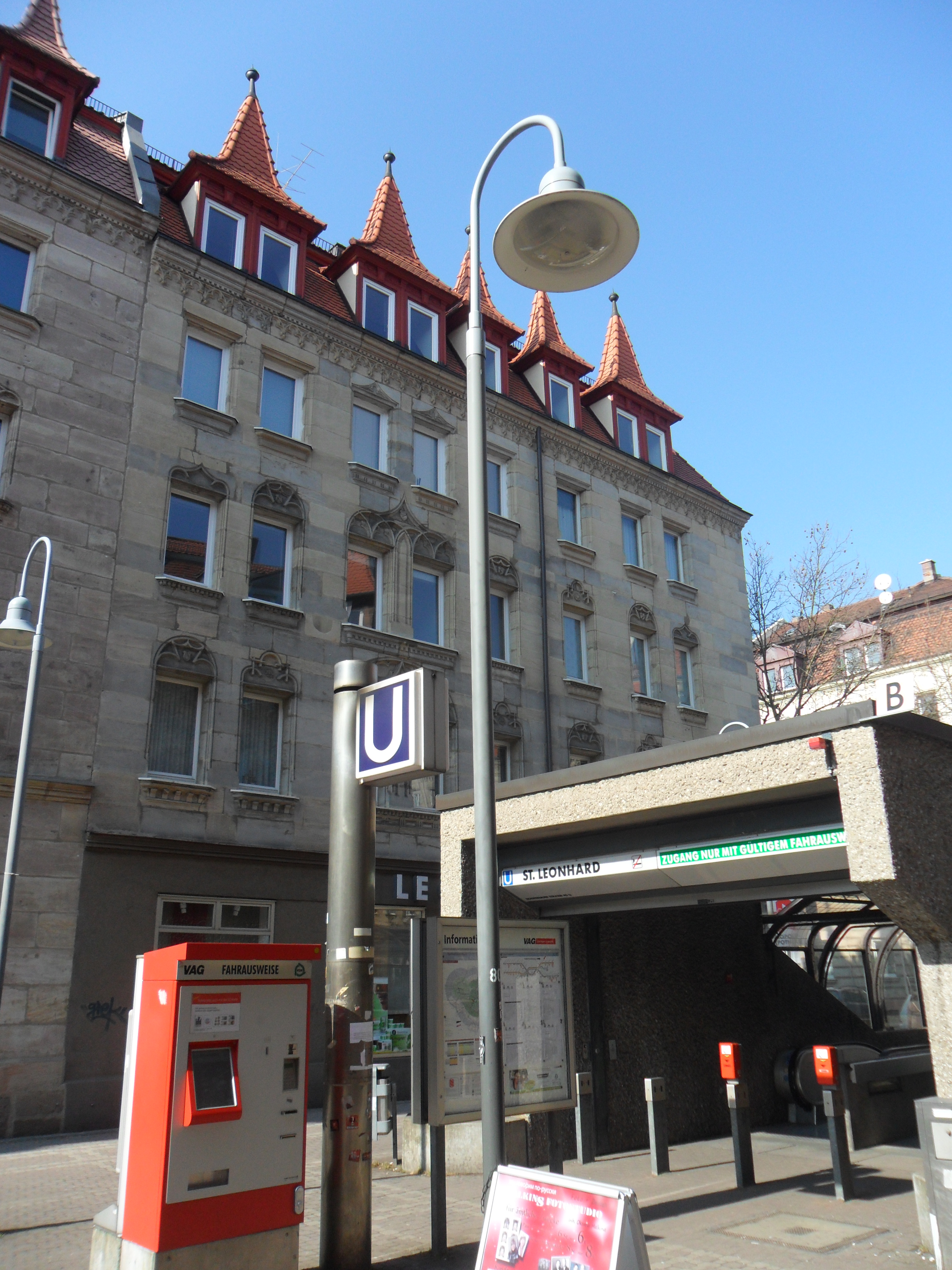
Abgang zum U-Bahnhof St. Leonhard
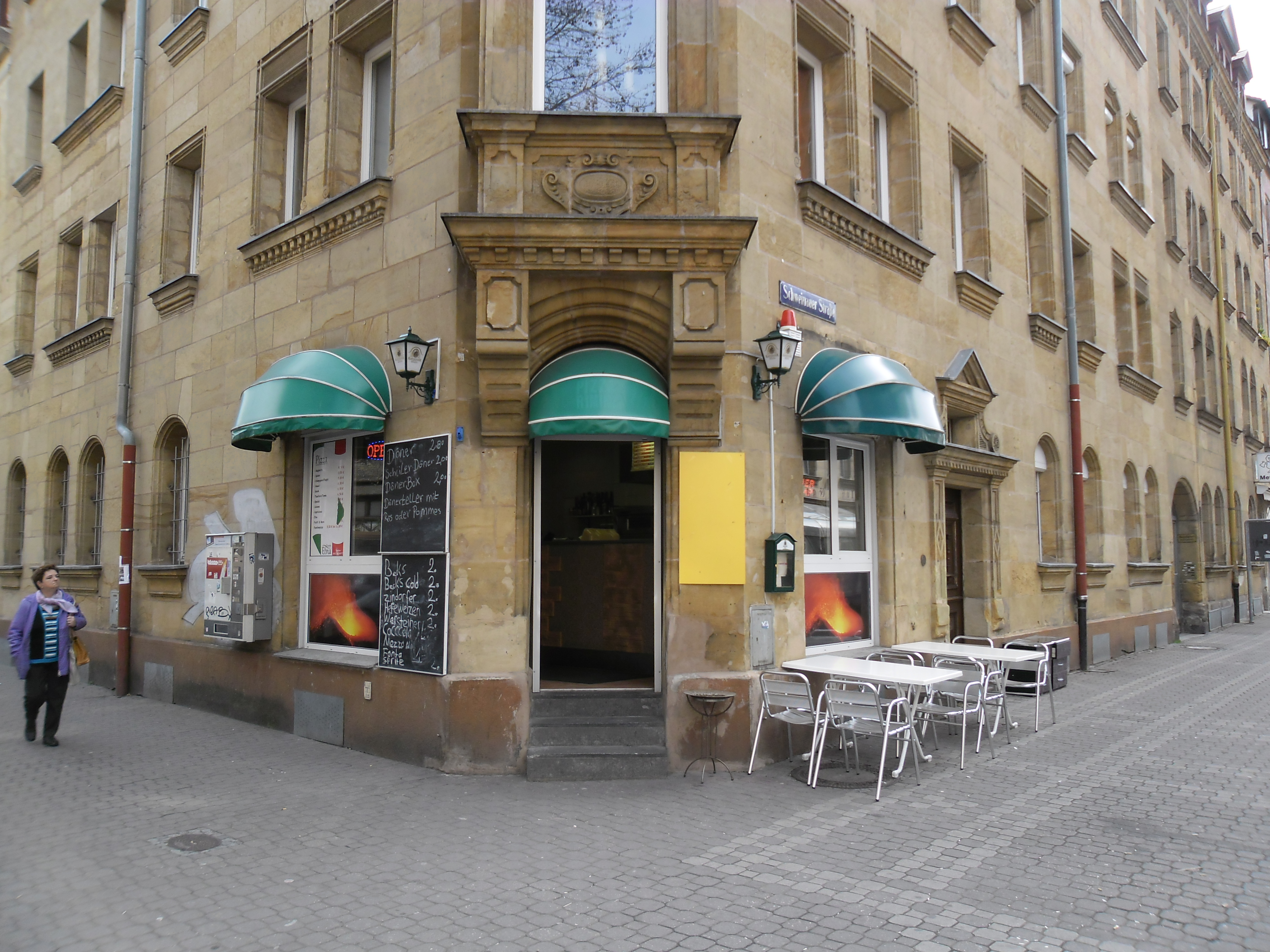
Der „Seray Imbiss“ in der Schweinauer Straße 35
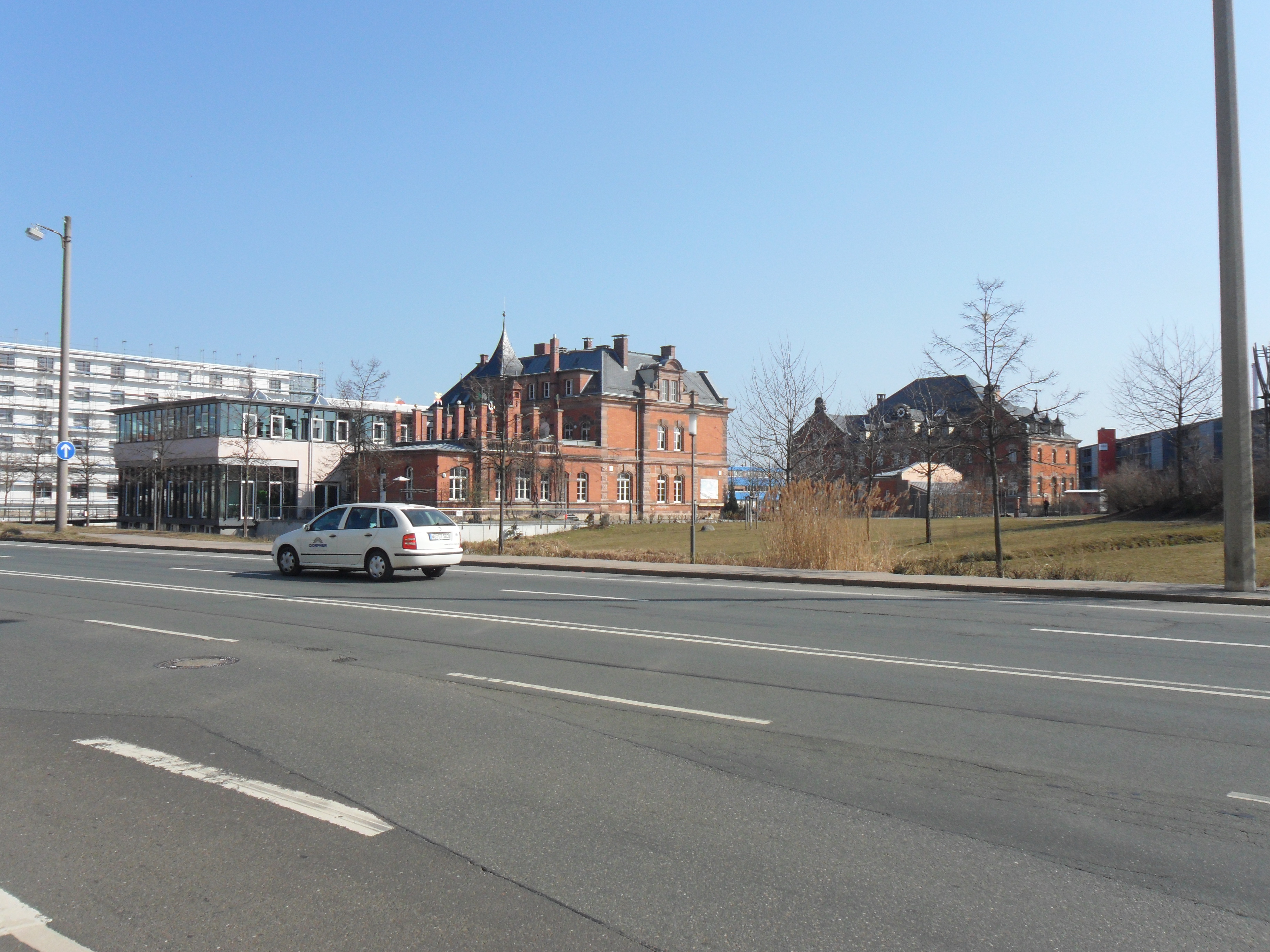
Die „Villa Leon“ im Philipp-Koerber-Weg 1 im äußersten Nordosten des Stadtteiles
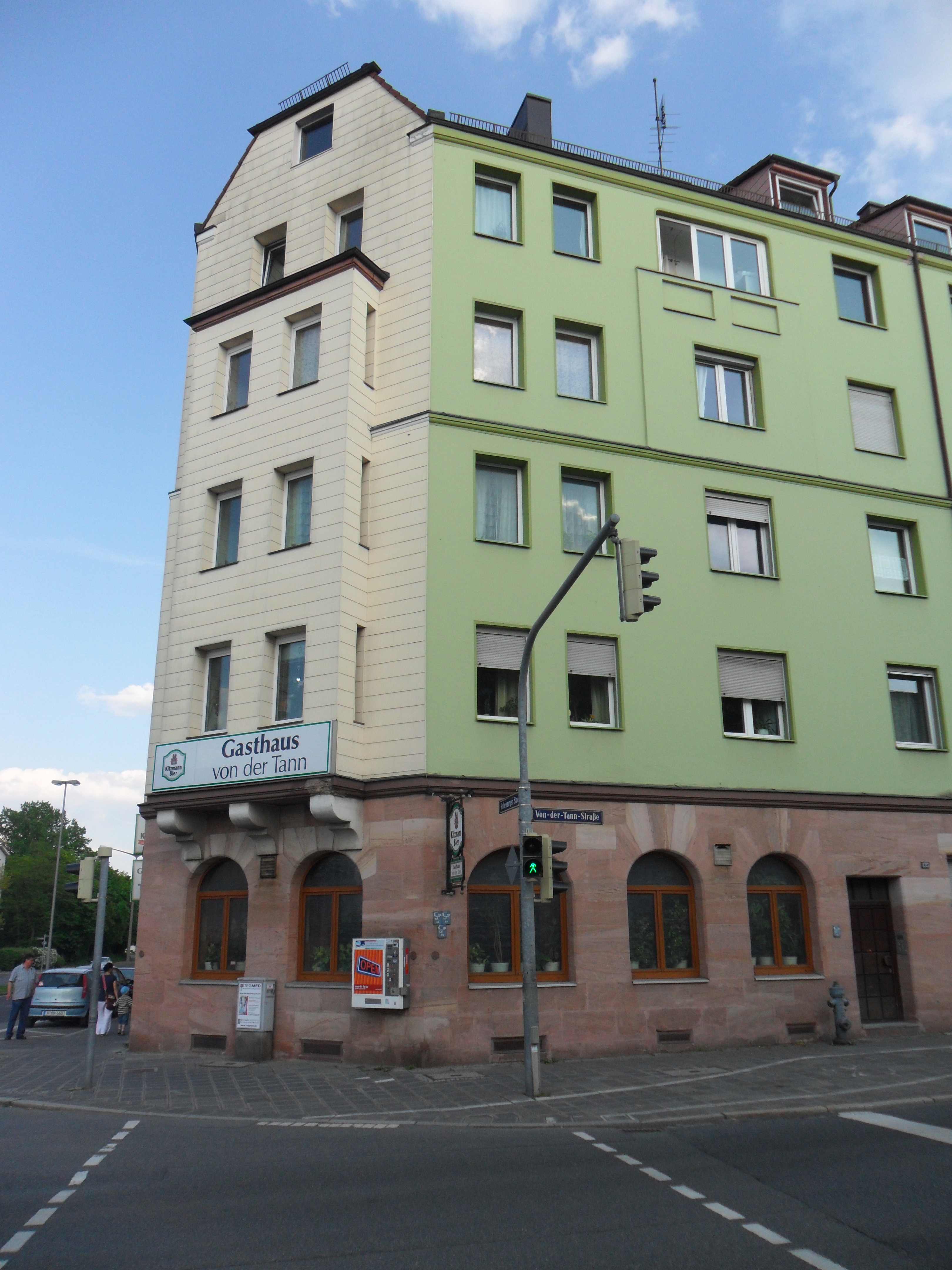
Eckhaus an der Rothenburger Straße 265